# فرودگاه گیددینگز–شهرستان لی

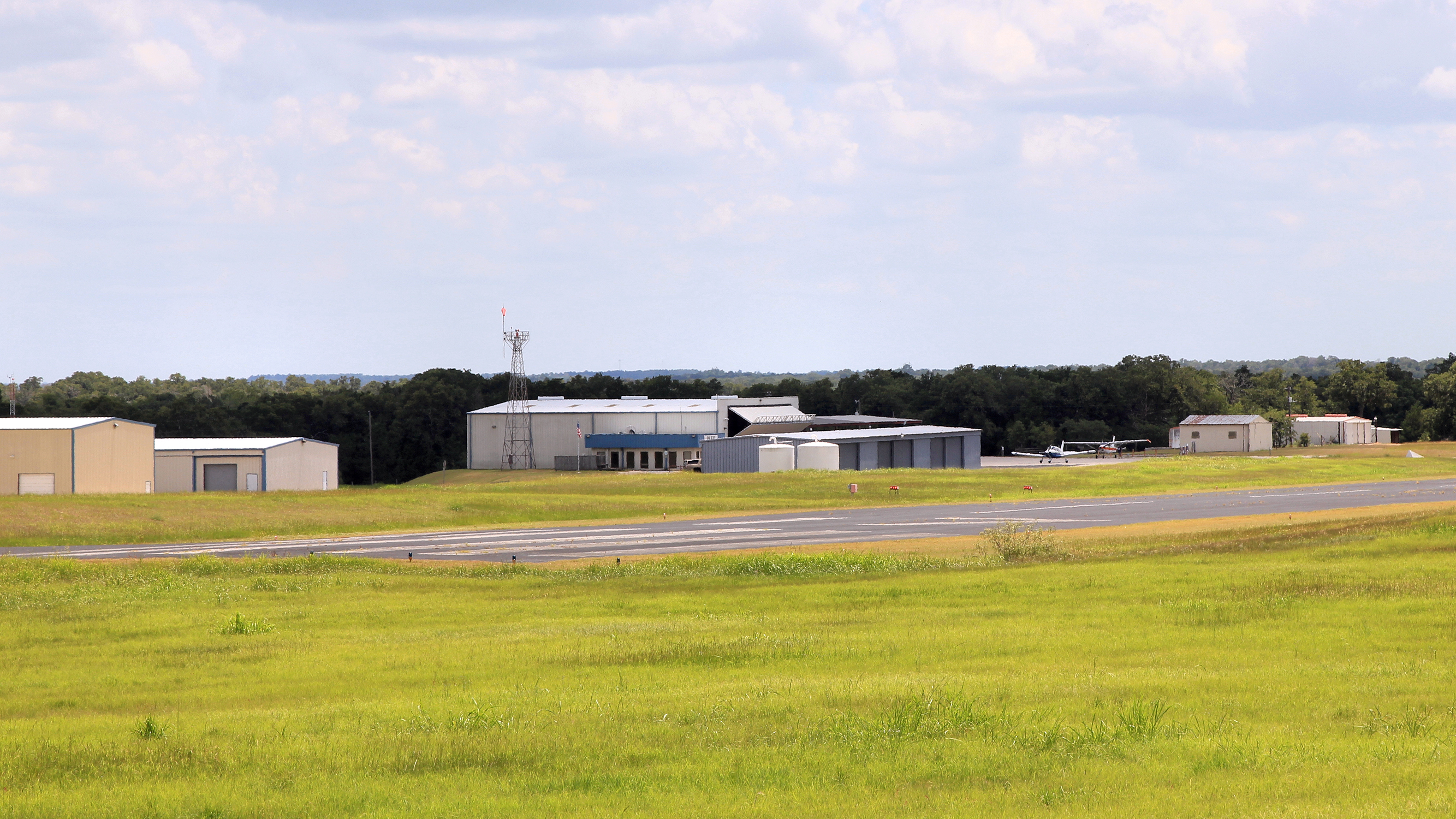
باند فرودگاه گیددینگز

فرودگاه شهرستان گیددینگز-لی (به انگلیسی: Giddings-Lee County Airport) یک فرودگاه همگانی بهره‌برداری هوایی است که یک باند فرود آسفالت دارد و طول باند آن ۱۲۱۹ متر است. این فرودگاه در شهر گیدینگز، تگزاس کشور ایالات متحده آمریکا قرار دارد و در ارتفاع ۱۴۸ متری از سطح دریا واقع شده‌است.